# Tapissier garnisseur
Le tapissier garnisseur est l'artisan qui met en place la tapisserie d'ameublement, réalise des garnitures et des couvertures de sièges ou tout autre meuble recouvert de tissu ou de cuir.

## Histoire
« La communauté des Marchands Tapissiers, très ancienne a Paris, était autrefois partagée en deux sections : l'une était celle des Maîtres Marchands Tapissiers de Hautelisse, Sarrasinois et Renirayeurs ; dans l'autre on comprenait les Courtepointiers, Neustrés et Cotistiers. La grande ressemblance qui existait dans leurs travaux et les rapports de ces deux classes d'industriels donnaient lieu à de fréquentes querelles ; on en jugea donc la fusion nécessaire, et elle fut ordonnée par arrêt du parlement du 11 novembre 1621; ce ne fut toutefois que le 25 juin 1636, que leurs nouveaux statuts furent approuvés. La révolution en abolissant toutes les corporations mit aussi fin à celle qui nous occupe ». Dans un deuxième temps, les années 1910-1960 marquent un réel tournant avec l'apparition de l’industrialisation générale mais plus précisément, l'automobile de masse, cela provoque la fin des bourreliers très répandus dans toute la France, en ville comme en campagne. Ces années sont marquées par de nombreuses reconversions : les bourreliers forts de leur savoir de la matière souple se recyclent peu à peu dans le matelassage en plein essor et la tapisserie d'ameublement dont le métier de tapissier garnisseur. L’embourgeoisement est croissant et la décoration prend un tout autre visage. À partir des années 1930 les tapissiers sont nombreux, le métiers est très demandé, ce sont des années fastes pour ces façonniers au multiples compétences.

## Réalisations
Cet artisan garnit tous les types de carcasses. Il réalise des garnitures qui sont à pelotes, piquées ou capitonnées. Pour ce faire, il peut utiliser des pelotes traditionnelles en crin ou des méthodes modernes à base de mousse synthétique. Cette dernière méthode permet de personnaliser le confort du fauteuil, en fonction de la dureté de la mousse.
Un bon garnisseur doit respecter le style du siège, car chaque époque a sa forme de pelote et son type de recouvrement. Une pelote de style Louis XVI ou style Empire en lame de couteau et à angles bien marqués, tandis qu'une pelote de style Louis XIV est plus galbée. Il en va de même pour la qualité des tissus et de leurs motifs.
Certains meubles sont très recherchés et possèdent une grande valeur, surtout les sièges d'époque estampillés. Il est également possible de créer un siège à partir d'une carcasse neuve.
Il existe aussi des selliers-garnisseurs spécialisés dans le garnissage de sièges automobiles. Dans ce cas, les pelotes sont généralement faites de mousse préformée.

## Techniques
Il existe trois techniques de garnissage :
- La technique traditionnelle utilise le crin souvent disposé sur des ressorts fixés sur des sangles.
- La technique contemporaine utilise la mousse synthétique ainsi que des profilés.
- La technique semi-traditionnelle utilise les deux techniques : une première partie en technique traditionnelle (sanglage et ressorts), la seconde en technique contemporaine (garniture en mousse).